# Bukovlje (ort i Kroatien, Posavina)
Bukovlje är en ort i Kroatien.   Den ligger i länet Brod-Posavina, i den östra delen av landet, 180 km öster om huvudstaden Zagreb. Bukovlje ligger 112 meter över havet och antalet invånare är 1 867.
Terrängen runt Bukovlje är platt söderut, men norrut är den kuperad. Terrängen runt Bukovlje sluttar söderut. Runt Bukovlje är det ganska tätbefolkat, med 93 invånare per kvadratkilometer. Närmaste större samhälle är Slavonski Brod, 5,1 km sydväst om Bukovlje. Trakten runt Bukovlje består till största delen av jordbruksmark.